# Campionato sudamericano femminile under 18 di pallavolo 2014
Il campionato sudamericano femminile under 18 di pallavolo 2014 si è svolto dal 2 al 6 luglio 2014 a Tarapoto, in Perù: al torneo hanno partecipato sei squadre nazionali under 18 sudamericane e la vittoria finale è andata per la quindicesima volta al Brasile.

## Impianti
|                                                                                |  |  |
|                                                                                |  |  |
| Coliseo Bicentenario de Morales Città: Tarapoto Capienza: - Anno d'apertura: - |  |  |

## Regolamento

### Formula
Le squadre hanno disputato un girone all'italiana.

### Criteri di classifica
Se il risultato finale è stato di 3-0 o 3-1 sono stati assegnati 3 punti alla squadra vincente e 0 a quella sconfitta, se il risultato finale è stato di 3-2 sono stati assegnati 2 punti alla squadra vincente e 1 a quella sconfitta.
L'ordine del posizionamento in classifica è stato definito in base a:
- Punti;
- Ratio dei set vinti/persi;
- Ratio dei punti realizzati/subiti;
- Risultati degli scontri diretti.

## Squadre partecipanti
| Squadra   | Qualificazione      | Ultima partecipazione |
| --------- | ------------------- | --------------------- |
| Argentina | -                   | Perù 2012             |
| Brasile   | -                   | Perù 2012             |
| Cile      | -                   | Perù 2012             |
| Colombia  | -                   | Perù 2012             |
| Perù      | Paese organizzatore | Perù 2012             |
| Uruguay   | -                   | Perù 2012             |
| Venezuela | -                   | Perù 2012             |

## Torneo

### Risultati
| 2 luglio 2014 Coliseo Bicentenario de Morales, Tarapoto Durata: ? - Spettatori: ? | Argentina | 3 - 1 | Cile      | 25-23, 25-16, 22-25, 25-13        |
| 2 luglio 2014 Coliseo Bicentenario de Morales, Tarapoto Durata: ? - Spettatori: ? | Brasile   | 3 - 0 | Colombia  | 25-16, 25-23, 25-23               |
| 2 luglio 2014 Coliseo Bicentenario de Morales, Tarapoto Durata: ? - Spettatori: ? | Perù      | 3 - 0 | Uruguay   | 25-20, 25-11, 25-8                |
| 3 luglio 2014 Coliseo Bicentenario de Morales, Tarapoto Durata: ? - Spettatori: ? | Brasile   | 3 - 1 | Cile      | 25-16, 25-20, 21-25, 25-10        |
| 3 luglio 2014 Coliseo Bicentenario de Morales, Tarapoto Durata: ? - Spettatori: ? | Argentina | 3 - 0 | Uruguay   | 25-10, 25-10, 25-16               |
| 3 luglio 2014 Coliseo Bicentenario de Morales, Tarapoto Durata: ? - Spettatori: ? | Perù      | 3 - 0 | Colombia  | 25-20, 25-22, 25-23               |
| 4 luglio 2014 Coliseo Bicentenario de Morales, Tarapoto Durata: ? - Spettatori: ? | Colombia  | 3 - 0 | Uruguay   | 25-15, 25-13, 25-21               |
| 4 luglio 2014 Coliseo Bicentenario de Morales, Tarapoto Durata: ? - Spettatori: ? | Brasile   | 3 - 1 | Argentina | 25-15, 25-15, 18-25               |
| 4 luglio 2014 Coliseo Bicentenario de Morales, Tarapoto Durata: ? - Spettatori: ? | Perù      | 3 - 1 | Cile      | 27-25, 17-25, 25-18, 25-16        |
| 5 luglio 2014 Coliseo Bicentenario de Morales, Tarapoto Durata: ? - Spettatori: ? | Colombia  | 3 - 2 | Cile      | 25-17, 15-25, 25-19, 23-25, 15-13 |
| 5 luglio 2014 Coliseo Bicentenario de Morales, Tarapoto Durata: ? - Spettatori: ? | Brasile   | 3 - 0 | Uruguay   | 25-18, 25-21, 25-13               |
| 5 luglio 2014 Coliseo Bicentenario de Morales, Tarapoto Durata: ? - Spettatori: ? | Perù      | 0 - 3 | Argentina | 10-25, 13-25, 17-25               |
| 6 luglio 2014 Coliseo Bicentenario de Morales, Tarapoto Durata: ? - Spettatori: ? | Cile      | 3 - 0 | Uruguay   | 25-15, 25-14, 25-21               |
| 6 luglio 2014 Coliseo Bicentenario de Morales, Tarapoto Durata: ? - Spettatori: ? | Argentina | 3 - 2 | Colombia  | 22-25, 22-25, 25-12, 25-14, 15-5  |
| 6 luglio 2014 Coliseo Bicentenario de Morales, Tarapoto Durata: ? - Spettatori: ? | Perù      | 0 - 3 | Brasile   | 17-25, 20-25, 22-25               |

### Classifica
| Pos | Squadra   | Pt | G | V | P | SV | SP | Ratio | PF  | PS  | Ratio |
| --- | --------- | -- | - | - | - | -- | -- | ----- | --- | --- | ----- |
| 1   | Brasile   | 15 | 5 | 5 | O | 15 | 2  | 7.500 | 414 | 319 | 1.297 |
| 2   | Argentina | 11 | 5 | 4 | 1 | 13 | 6  | 2.166 | 431 | 327 | 1.318 |
| 3   | Perù      | 9  | 5 | 3 | 2 | 9  | 7  | 1.285 | 343 | 338 | 1.014 |
| 4   | Colombia  | 6  | 5 | 2 | 3 | 8  | 11 | 0.727 | 386 | 407 | 0.948 |
| 5   | Cile      | 4  | 5 | 1 | 4 | 8  | 12 | 0.666 | 406 | 440 | 0.922 |
| 6   | Uruguay   | 0  | 5 | 0 | 5 | 0  | 15 | 0.000 | 226 | 375 | 0.602 |

## Classifica finale
| Pos | Squadra   | Qualificazione                    |
| --- | --------- | --------------------------------- |
|     | Brasile   | Campionato mondiale under 18 2015 |
|     | Argentina | Campionato mondiale under 18 2015 |
|     | Perù      | Campionato mondiale under 18 2015 |
| 4   | Colombia  |                                   |
| 5   | Cile      |                                   |
| 6   | Uruguay   |                                   |

## Premi individuali
| Premio                 | Nome                | Squadra   |
| ---------------------- | ------------------- | --------- |
| MVP                    | Beatriz de Carvalho | Brasile   |
| Miglior palleggiatrice | Amanda Sehn         | Brasile   |
| Miglior opposto        | Katherine Regalado  | Perù      |
| Miglior schiacciatrice | Adriana Durán       | Colombia  |
| Miglior schiacciatrice | Anahí Tosi          | Argentina |
| Miglior centrale       | Candelaria Herrera  | Argentina |
| Miglior centrale       | María Caraballo     | Colombia  |
| Miglior libero         | Valentina González  | Argentina |